# Дванаеста изложба УЛУС-а (1951)
Дванаеста изложба УЛУС-а (1951) је трајала током новембра и децембра 1951. године. Одржана је у галеријском простору Удружења ликовних уметника Србије односно у Уметничком павиљону "Цвијета Зузорић", у Београду.

## Каталог
Корице је израдио Едуард Степанчић.

## Оцењивачки одбор
Чланови оцењивачког одбора су били:

### Сликарска секција
1. Стојан Аралица
2. Винко Грдан
3. Александар Кумрић
4. Миленко Шербан

### Вајарска секција
1. Лојзе Долинар
2. Петар Палавичини
3. Радета Станковић

## Излагачи

### Сликарство
1. Анте Абрамовић
2. Андреја Андрејевић
3. Стојан Аралица
4. Боса Беложански
5. Михаил Беренђија
6. Никола Бешевић
7. Јован Бијелић
8. Олга Богдановић-Милуновић
9. Слободан Богојевић
10. Александар Божичковић
11. Милан Божовић
12. Коса Бокшан
13. Милена Велимировић
14. Аделина Влајнић
15. Живојин Влајнић
16. Лазар Возаровић
17. Миодраг Војић
18. Бета Вукановић
19. Бошко Вукашиновић
20. Оливера Вукашиновић
21. Живан Вулић
22. Слободан Гавриловић
23. Оливера Галовић
24. Слободан Гарић
25. Недељко Гвозденовић
26. Ратомир Глигоријевић
27. Драгомир Глишић
28. Мира Глишић
29. Милош Голубовић
30. Никола Граовац
31. Винко Грдан
32. Боривој Грујић
33. Ксенија Дивјак
34. Дана Докић
35. Маша Живкова
36. Матеја Зламалик
37. Гордана Зубер
38. Јозо Јанда
39. Љубомир Јанковић
40. Мирјана Јанковић
41. Небојша Јелача
42. Александар Јеремић
43. Богољуб Јовановић
44. Гордана Јовановић
45. Милош Јовановић
46. Сергије Јовановић
47. Вера Јосифовић
48. Оливера Кангрга
49. Милан Керац
50. Радивоје Кнежевић
51. Бранко Ковачевић
52. Лиза Крижанић-Марић
53. Јован Крижек
54. Енвер Крупић
55. Јован Кукић
56. Александар Кумрић
57. Светолик Лукић
58. Шана Лукић
59. Стеван Максимовић
60. Зоран Миленковић
61. Душан Миловановић
62. Предраг Милосављевић
63. Милан Минић
64. Љубинка Михаиловић
65. Предраг Михаиловић
66. Петар Младеновић
67. Светислав Младеновић
68. Слободан Младеновић
69. Фрања Мраз
70. Живорад Настасијевић
71. Владо Новосел
72. Александар Обреновић
73. Лепосава Ст. Павловић
74. Споменка Павловић
75. Живка Пајић
76. Милан Палишашки
77. Јефта Перић
78. Михаило С. Петров
79. Јелисавета Ч. Петровић
80. Васа Поморишац
81. Ђорђе Поповић
82. Зора Поповић
83. Мирко Почуча
84. Михаило Протић
85. Божидар Раднић
86. Влада Радовић
87. Иван Радовић
88. Милан Радоњић
89. Сава Рајковић
90. Злата Ранковић
91. Бранко Станковић
92. Вељко Станојевић
93. Боривоје Стевановић
94. Едуард Степанчић
95. Братислав Стојановић
96. Живко Стојсављевић
97. Светислав Страла
98. Стојан Трумић
99. Вера Ћирић
100. Милорад Ћирић
101. Сабахадин Хоџић
102. Антон Хутер
103. Љубомир Цинцар-Јанковић
104. Јадвига Четић
105. Милан Четић
106. Оливера Чохаџић-Радовановић
107. Мирјана Шипош

### Вајарство
1. Градимир Алексић
2. Милан Бесарабић
3. Ана Бешлић
4. Лојзе Долинар
5. Јелена Јовановић
6. Илија Коларовић
7. Франо Менегело-Динчић
8. Божидар Обрадовић
9. Димитрије Парамендић
10. Миша Поповић
11. Сава Сандић
12. Јован Солдатовић
13. Ратимир Стојадиновић
14. Михаило Томић
15. Ладислав Фекете

### Графика
1. Андреја Андрејевић
2. Петар Бибић
3. Коса Бокшан
4. Бошко Вукашиновић
5. Мирјана Јанковић
6. Небојша Јелача
7. Богољуб Јовановић
8. Ђорђе Крекић
9. Светислав Младеновић
10. Миливој Николајевић
11. Драгољуб Перић
12. Божидар Продановић
13. Светозар Радаковић
14. Јованка Рашић
15. Стојан  Трумић
16. Јелена Ћирковић
17. Сабахадин Хоџић
18. Илија Шобајић
19. Бранко Шотра